# グロスター (哨戒フリゲート)
グロスター (USS Gloucester, PG-130/PF-22) は、アメリカ海軍の哨戒フリゲート。タコマ級フリゲートの1隻。艦名はマサチューセッツ州グロスターに因む。その名を持つ艦としては2隻目。

## 艦歴
グロスターは海事委任契約の下ウィスコンシン州スペリオルのウォルター・バトラー造船で起工した。1943年4月15日まではPG-130と呼ばれた。1943年7月12日にエミリー・K・ロスによって命名、進水、1943年12月10日に就役した。
整調後グロスターはテキサス州ガルベストンで乗組員の訓練に従事した。1944年6月16日に第38護衛部隊に配属され、その後アラスカン・シー・フロンティアでの任務を命じられた。グロスターはレンドリース法に基づき1945年9月4日にソ連海軍に貸与された。ソ連ではEK-26(ЭК-26エーカー・ドヴァーッツァチ・シェースチ)として太平洋艦隊へ配備された。その後、1949年10月31日に横須賀でアメリカ海軍に返還され、1950年10月11日に再就役した。
1950年11月27日に横須賀を出航、韓国に向かい元山、釜山、仁川、群山で対潜哨戒任務に従事、1951年1月21日に横須賀に帰還した。続いて元山で哨戒および船団護衛任務に従事し、1951年6月18日に戦闘に遭遇した。グロスターは僚艦と共に元山の固定砲台を破壊した。その後も韓国水域での任務を継続し、1951年11月11日、Kojo 沖を巡行中沿岸砲台との砲撃戦を行う。グロスターは直撃弾を与え、1名を死亡、11名を負傷させた。日本での修理を終え韓国水域に戻ると、国連軍への支援を継続した。1952年9月5日に横須賀に到着し、9月15日に退役した。
グロスターは1953年10月1日、日米船舶貸借協定に基づき第8回貸与艦として警備隊（後の海上自衛隊）に貸与され、「つげ (PF-12) 」として就役し、横須賀地方隊に編入された。同年12月1日、「かえで」、「ぶな」とともに第4船隊を新編。第4船隊は1954年3月20日、佐世保地方隊に編入、同年4月10日、第2船隊群（後の第2護衛隊群）に編入された。1957年9月1日、艦籍番号がPF-292に変更された。1961年12月1日にアメリカ海軍から除籍。1962年3月15日、第3護衛隊に編入されたが、1964年3月15日、第3護衛隊が廃止となり佐世保地方隊に編入された。1968年3月31日、除籍。1969年3月31日にアメリカ海軍へ返還された。